# 清泰院 (岡山市)

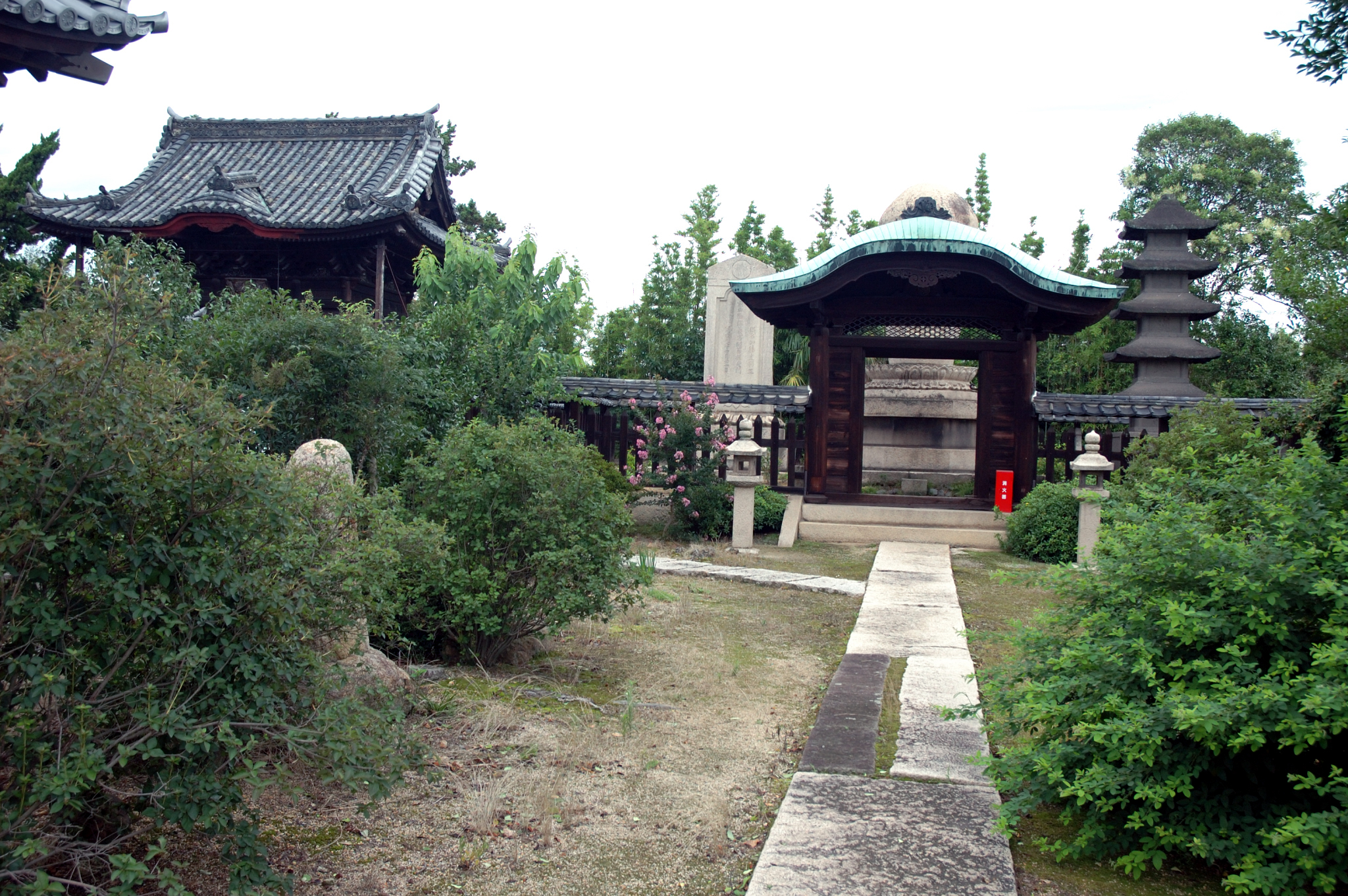
池田家墓所

清泰院（せいたいいん）は岡山県岡山市南区にある臨済宗妙心寺派の寺院。山号は龍峯山。本尊は釈迦牟尼佛。岡山藩主池田忠継、池田忠雄の菩提寺である。

## 歴史
元来は慶長14年（1609年）池田利隆が法源寺の名で建立した寺院で、岡山市中心部の小橋町にあった。その後、慶長20年（1615年）に岡山藩主池田忠継が死去すると、後を継いで藩主となった弟の忠雄がここを兄の菩提寺とし龍峰寺と改称した。
寛永9年（1632年）忠雄が31歳で死去すると、その子で鳥取藩初代藩主の池田光仲が父とともに母・三保姫（芳春院）の墓所とし清泰院と改称した。この寺院は鳥取藩の管理下に置かれ、鳥取藩が経費を支給し番士も鳥取より派遣された。しかし、廃藩置県後の明治10年（1877年）には鳥取藩の支給も途絶え、以後の寺院は困窮することとなった。
昭和39年（1964年）国道2号新京橋の架橋に伴い、現在地に移転した。

## 墓所
池田忠継廟
慶長20年（1615年）死去の後、建立された。廟は桁行3間・梁間2間の単層入母屋造りである。徳川家康の外孫であることから廟の扉には徳川家紋章「葵紋」が打たれている。内部の正面には須弥壇が設けられ、そこに忠継の座像と位牌が安置されている。廟の真下に円形の木棺に胡座した忠継の遺骨が埋葬されている。昭和53年（1978年）廟を当地に移転するにあたり発掘調査が行われ、大名の埋葬形式を知るうえで貴重な資料を得ることが出来た。この際に忠継毒死説の確認のため遺体の調査も行われたが裏付けられる証拠は得られなかった。
池田忠雄墓
寛永9年（1632年）死去の後、子の光仲によって建立された。幅7間（10.7 m）・奥行5間（9.1 m）の基壇を設け、正面に唐門と周囲を透垣で囲まれている。総高5.6 mの犬島産花崗岩で出来た巨大な無縫塔で、通称「芋墓（いもばか）」と呼ばれている。
芳春院墓
池田忠雄の妻で蜂須賀至鎮の娘・三保姫の墓。寛永9年（1632年）死去の後、建立された豊島産凝灰岩で出来た五輪塔で、忠雄墓の向かって右側にある。
加藤主膳正墓
池田忠雄の近習頭で忠雄の死に際し殉死した加藤主膳正の墓で花崗岩で出来ている。忠雄墓の向かって左側にある。
墓所は通常は門で閉ざされているが、住職に依頼し見学することが出来る。

## 文化財

### 岡山県指定重要文化財
池田忠継廟
昭和34年（1959年）指定。
池田忠雄墓所鉄灯台
昭和34年（1959年）指定。鋳鉄製の灯籠で、竿部に「奉為清泰院殿四品参議・仁秀良勇大居士御廟前」「寛永九年四月三日」「乳母賽樹院妙龍」「三條釜座、藤原藤右衛門国信作」の銘がある。忠雄の乳母・賽樹院が京都の鋳物師・藤原国信に依頼した。銘にある日付は忠雄の命日である。

### 岡山市指定重要文化財
池田忠雄墓塔
昭和58年（1983年）指定。

## アクセス
- JR岡山駅より岡電バス岡南飛行場行きで約30分・土地改良区前バス停下車、徒歩1分。